# Пойнг (Баварія)
Пойнг (нім. Poing) — громада в Німеччині, розташована в землі Баварія. Підпорядковується адміністративному округу Верхня Баварія. Входить до складу району Еберсберг.
Площа — 12,89 км2. Населення становить 16 096 ос. (станом на 31 грудня 2020).